# Monte Lesima
Il Monte Lesima si trova al confine tra le province di Piacenza e Pavia (della quale costituisce il punto più elevato ) tra le valli dei torrenti Avagnone e Boreca, entrambi tributari del fiume Trebbia; è una delle vette più alte (1.724 m) dell'Appennino ligure, superato solo dai monti del gruppo della val d'Aveto, nonché il monte più alto della catena dei Monti Liguri. Sul rilievo del Monte Lesima e nel territorio adiacente è stata istituita la Riserva naturale Le Torraie.

## Descrizione
Distaccato dallo spartiacque principale, i suoi imponenti fianchi erbosi si protendono in direzione est-nord-est dominando la valle del fiume Trebbia. Il monte Lesima si riconosce facilmente causa la presenza di una postazione radar ENAV uso aeronautico poco sotto la sommità, ove è posta una grande croce.
Ai ripidi pendii orientali e settentrionali si contrappone il morbido pendio occidentale unito alla cresta che collega il monte Lesima con lo spartiacque Staffora-Trebbia. Il monte Lesima si può raggiungere dai sentieri che partono dalle località di Zerba in val Boreca, in provincia di Piacenza, o Rovaiolo Vecchio, provincia di Pavia, o più comodamente, ma in modo meno appagante, percorrendo a piedi la strada privata che collega la carrozzabile passo del Giovà-passo del Brallo al radar sopracitato.
Dalla vetta si ha la visione complessiva sulla sottostante val Trebbia, un panorama sulle vicine vette del gruppo del Monte Antola e dell'Aveto, verso nord nelle giornate limpide sono possibili le visioni dell'Oltrepò Pavese, della pianura padana, e sulle Alpi dal Monte Rosa al Bernina. Nonostante sia la vetta più alta del circondario, dalla sommità non è visibile la Riviera ligure, dal momento che si trova coperta dal monte Carmo e dal monte Cavalmurone, dai quali invece si ha una magnifica vista sulla Riviera di Ponente ed in particolare su Savona. Malgrado ciò, in alcune giornate limpide è possibile vedere un lembo di mare ed addirittura la Corsica.
Sulla vetta corre il confine tra le province di Piacenza (in cui ricade la maggior parte del monte: l'intero versante meridionale, quasi tutto quello orientale e tutto quello occidentale) e Pavia (in cui ricade una piccola porzione del versante nordorientale). A pochi chilometri di distanza, in direzione ovest, si trova il confine con la provincia di Alessandria, che corre in senso nord-sud lungo la dorsale del vicino Monte Chiappo.
Sulla medesima cresta montuosa del Lesima si possono identificare, procedendo verso nord: il Monte Tartago (1688 m), il Monte Terme (1489 m), il Monte La Colla (1438 m) e infine la Cima della Colletta (1490 m), a nord della quale si apre il Passo del Brallo. Le vette elencate concorrono insieme a delineare lo spartiacque fra l'alta Valle Staffora, ad ovest, e la valle del torrente Avagnone (affluente sinistro del Trebbia), ad est. Verso ovest, invece, il crinale, a partire dalla vetta del Tartago, declina fino al Passo del Giovà, definendo lo spartiacque fra l'Alta Valle Staffora, a nord, e la Val Boreca, a sud. A sud il Monte Lesima è isolato dagli altri crinali limitrofi dall'impluvio inciso dal torrente Boreca, che si getta nel Trebbia proprio alle sue falde.
Sulle propaggini meno elevate del versante meridionale, lungo la strada provinciale della Val Boreca, sorgono i piccoli centri abitati di Vesimo, Zerba e Cerreto (tutti in provincia di Piacenza).
Il Monte Lesima ha un isolamento topografico di 22,93 km (distanza rispetto alla pari altitudine presso il Monte Maggiorasca o meglio il Monte Bue) e una prominenza di 850 metri (dislivello rispetto a una sella presso Torriglia e il Passo della Scoffera che divide i bacini del Trebbia e dello Scrivia).

## Riserva naturale Le Torraie
Nel 2016 la Regione Lombardia ha istituito la riserva naturale Le Torraie – Monte Lesima, localizzata sul territorio del comune di Brallo di Pregola (PV). La gestione della riserva è affidata alla Provincia di Pavia, che ne assicurerà la cura sulla base di opportuni accordi e convenzioni con il Comune di Brallo di Pregola.
L'obiettivo  è di tutelare e valorizzare l'Oltrepò pavese montano quale area di importanza capitale per la conservazione della biodiversità.
L'area protetta ha una superficie di circa 588 ettari e si estende da circa 500 metri s.l.m., lungo il corso del torrente Avagnone, affluente del Trebbia, fino ai 1724 metri s.l.m. del crinale del Monte Lesima, vetta più alta dell'Oltrepò pavese. Il Dipartimento di Scienze della Terra e dell'Ambiente dell'Università degli Studi di Pavia sta curando la ricognizione ambientale delle aree al fine di definirne la strategia gestionale. Il 9 gennaio 2019 l'area della Riserva naturale è stata ufficialmente confermata Sito di Importanza comunitaria (SIC) ai sensi della Direttiva 92/43 CEE (Habitat) .

## Leggenda
La leggenda fa risalire il toponimo Lesima ai tempi di Annibale: quando il generale cartaginese, accampato con i suoi uomini nella valle della Trebbia, salì la cima del monte per perlustrare il territorio e riportò una ferita alla mano, da cui lesa manus → Lesima.

## Galleria d'immagini

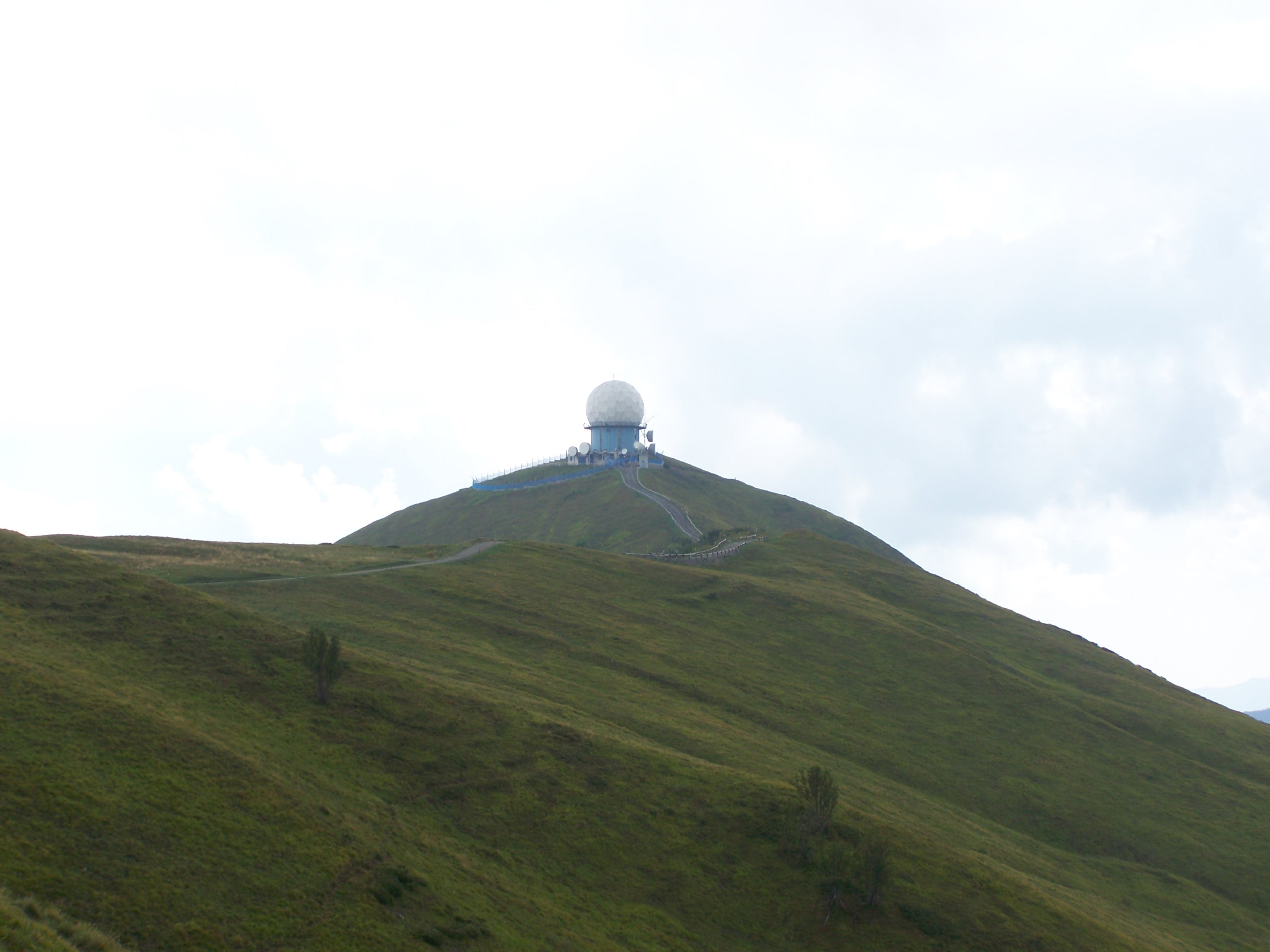
La vetta del monte Lesima con il radar ENAV per il controllo del traffico aereo e i pascoli montani
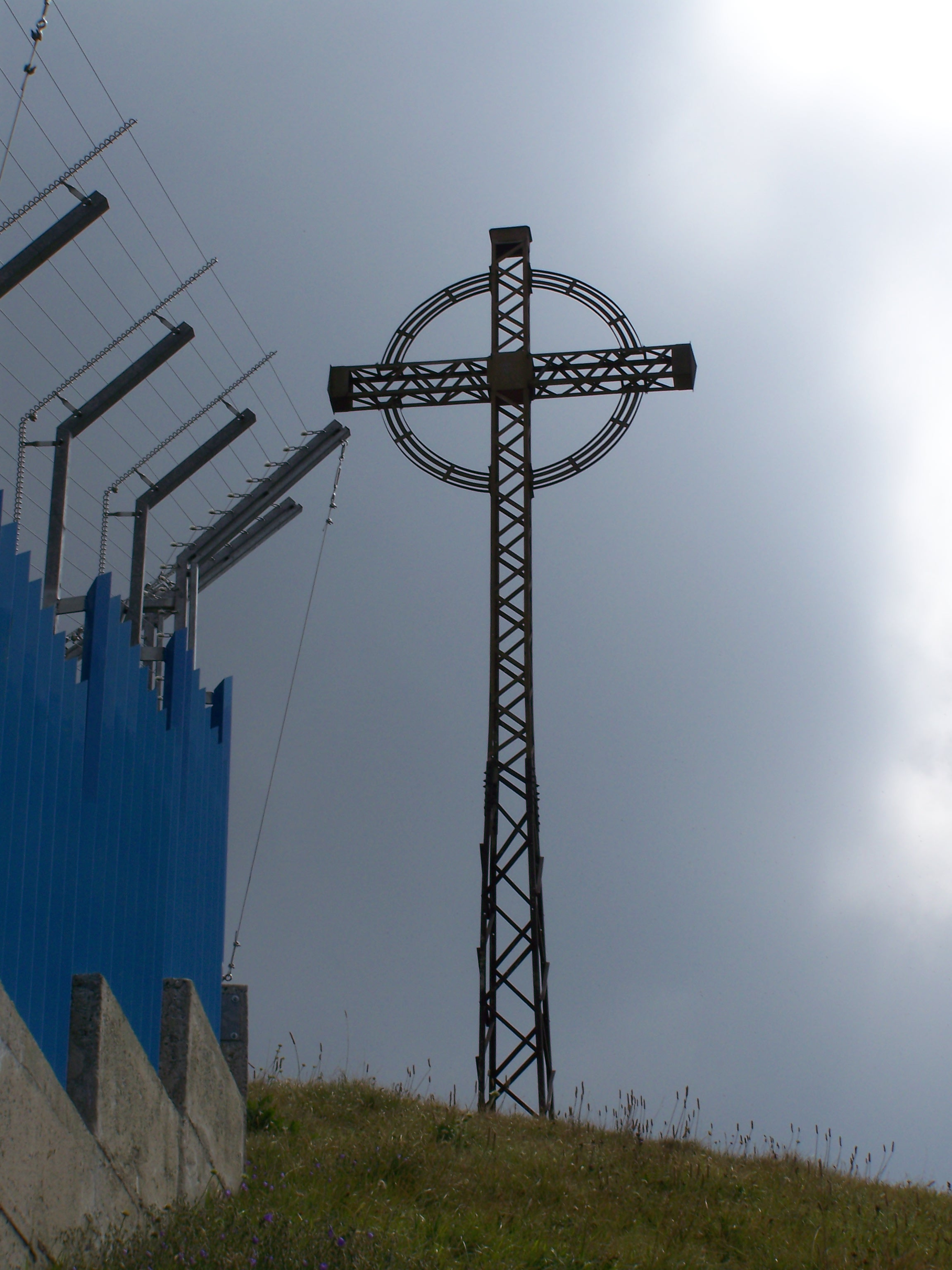
Una croce svetta sulla punta del monte Lesima
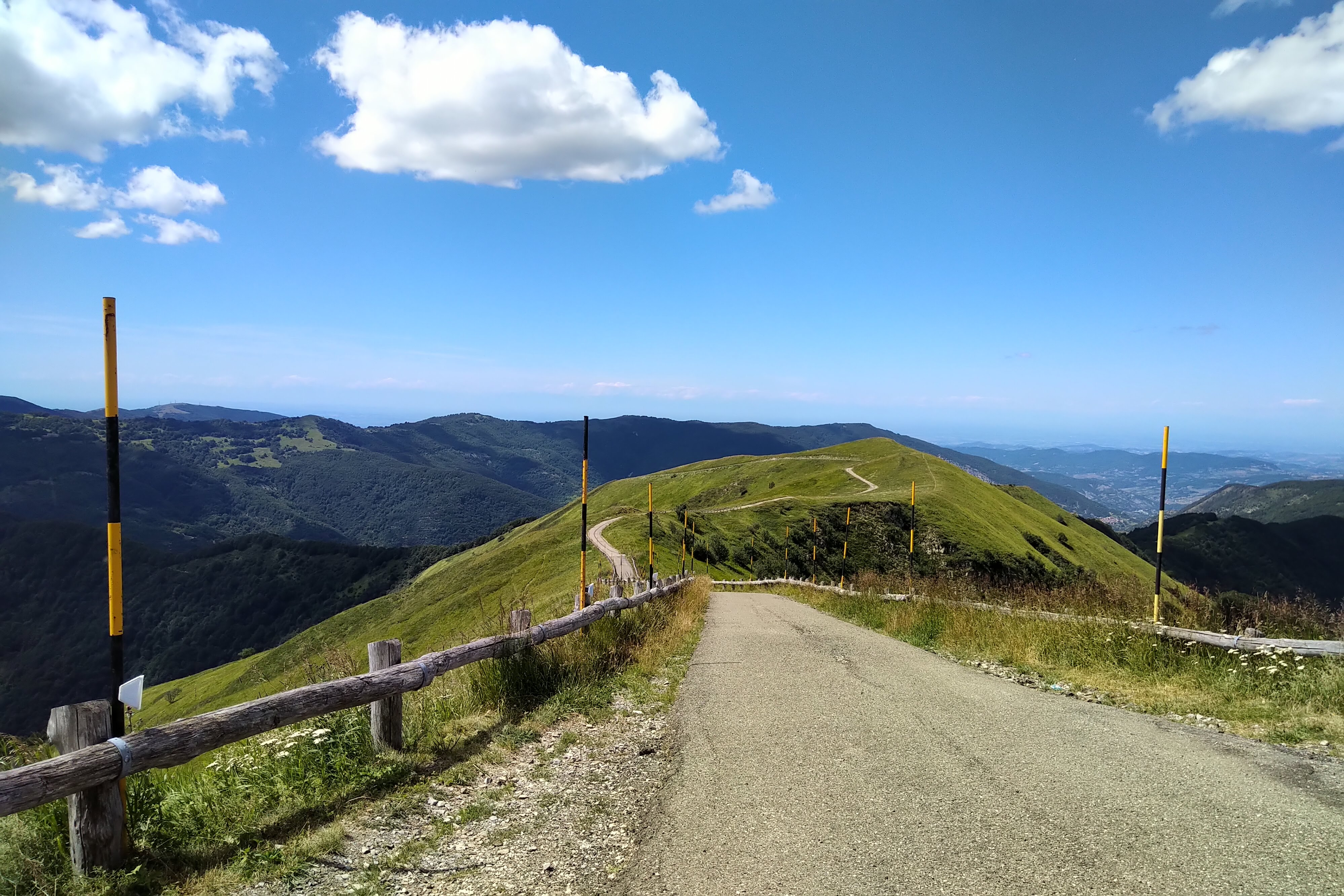
La strada che arriva al Lesima
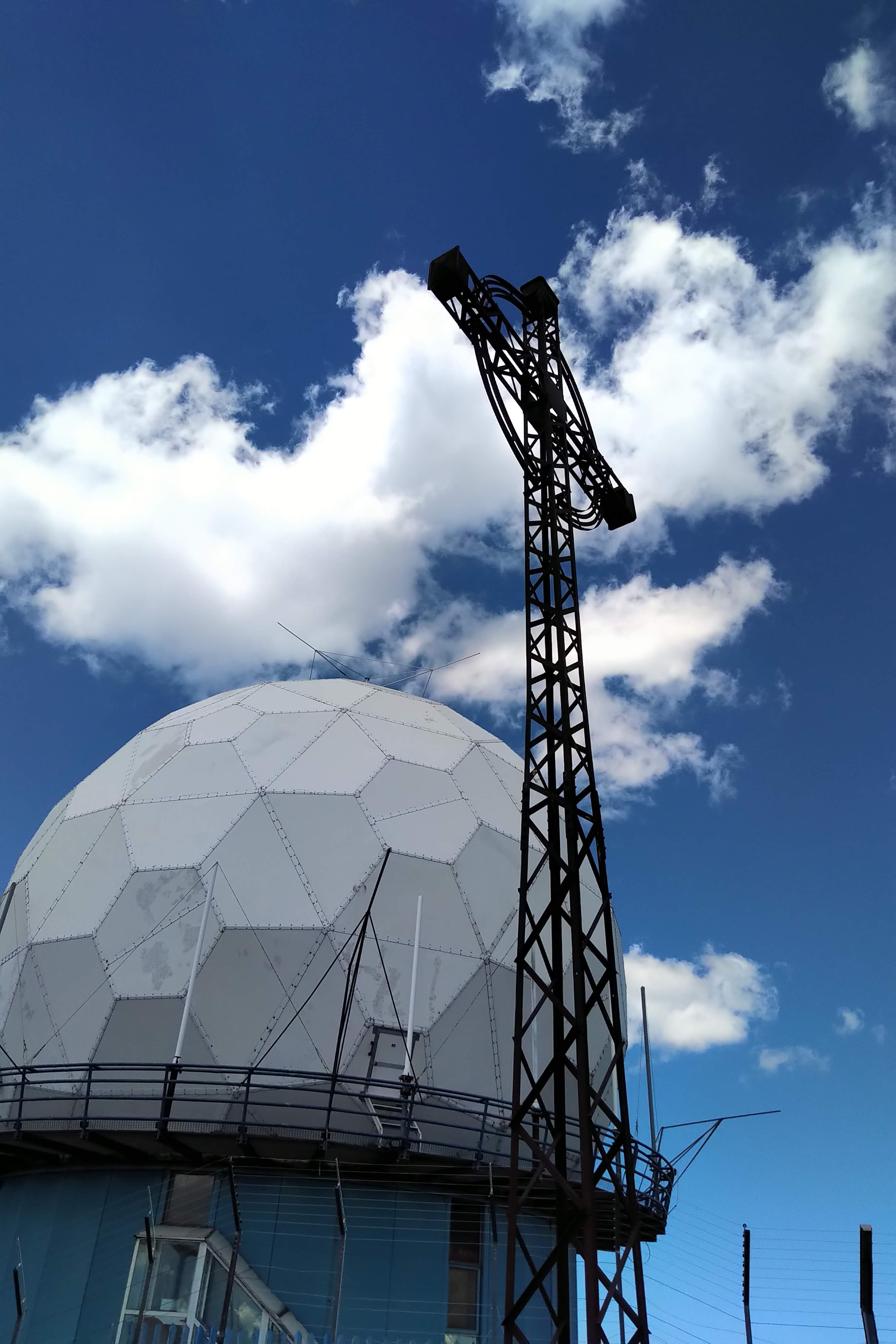
Il radar